# Synoum glandulosum
Genre
Espèce
Classification phylogénétique
Synoum glandulosum est une espèce d'arbre conifère de la famille des Meliaceae à feuillage persistant. Il est originaire des régions côtières tropicales et subtropicales est de l'Australie où on le trouve généralement en bordure des forêts tropicales, dans le Queensland et la Nouvelle-Galles du Sud. Il est monotypique dans son genre.
Le genre a été décrit par le naturaliste français Adrien de Jussieu en 1830.
Il ressemble au Toona, sauf que ses feuilles ont 5 à 9 folioles, tandis que le Toona en a 8 à 20. Son fruit est une capsule rouge à trois lobes qui contient deux ou trois graines entourées d'un arille rouge. La germination des graines fraîches est fiable et relativement rapide.

## Galerie

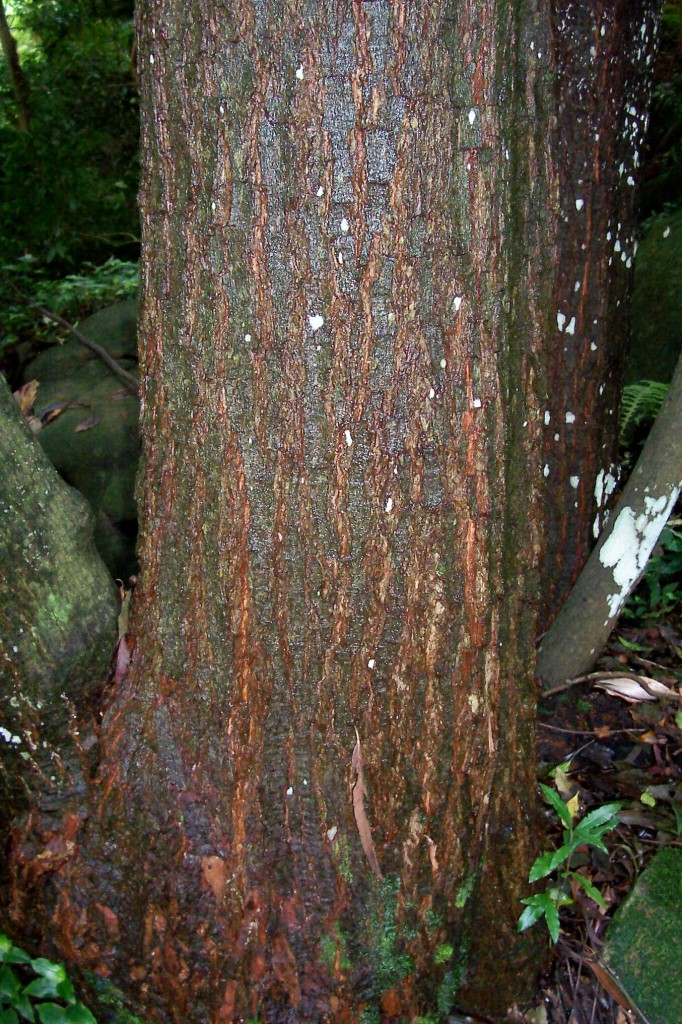
Écorce
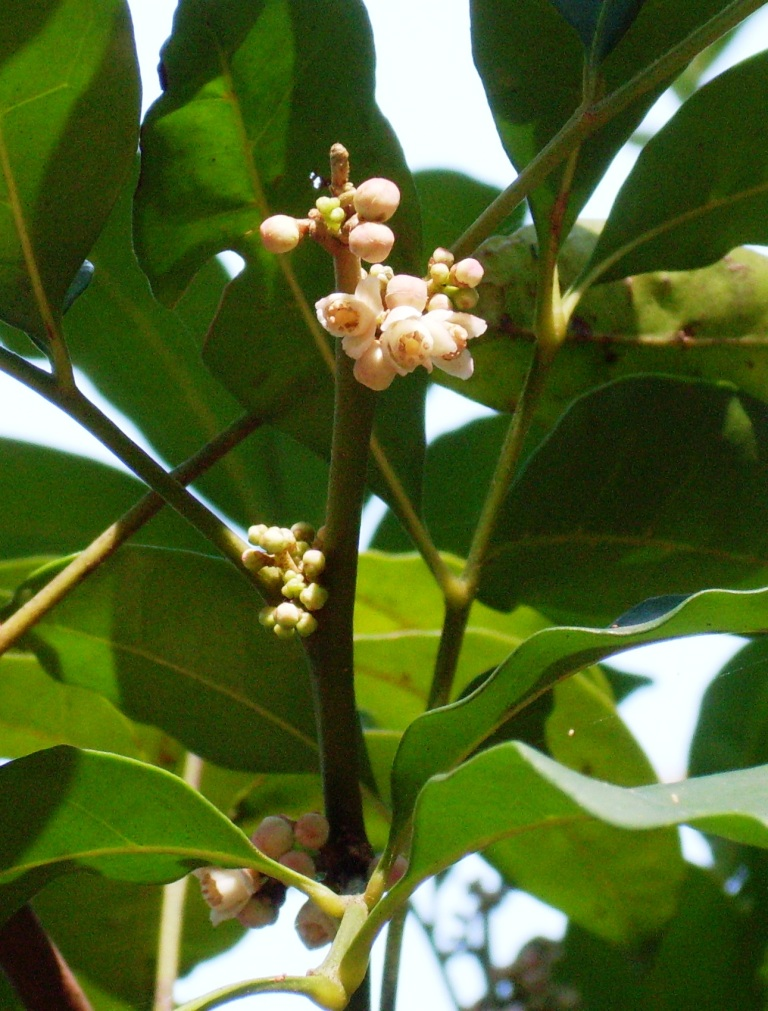
Bourgeons
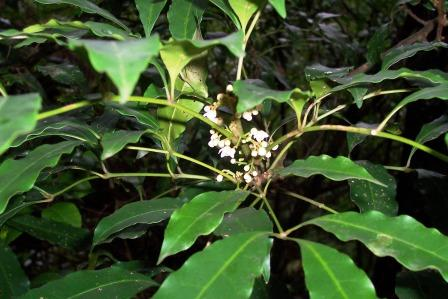
Fleurs

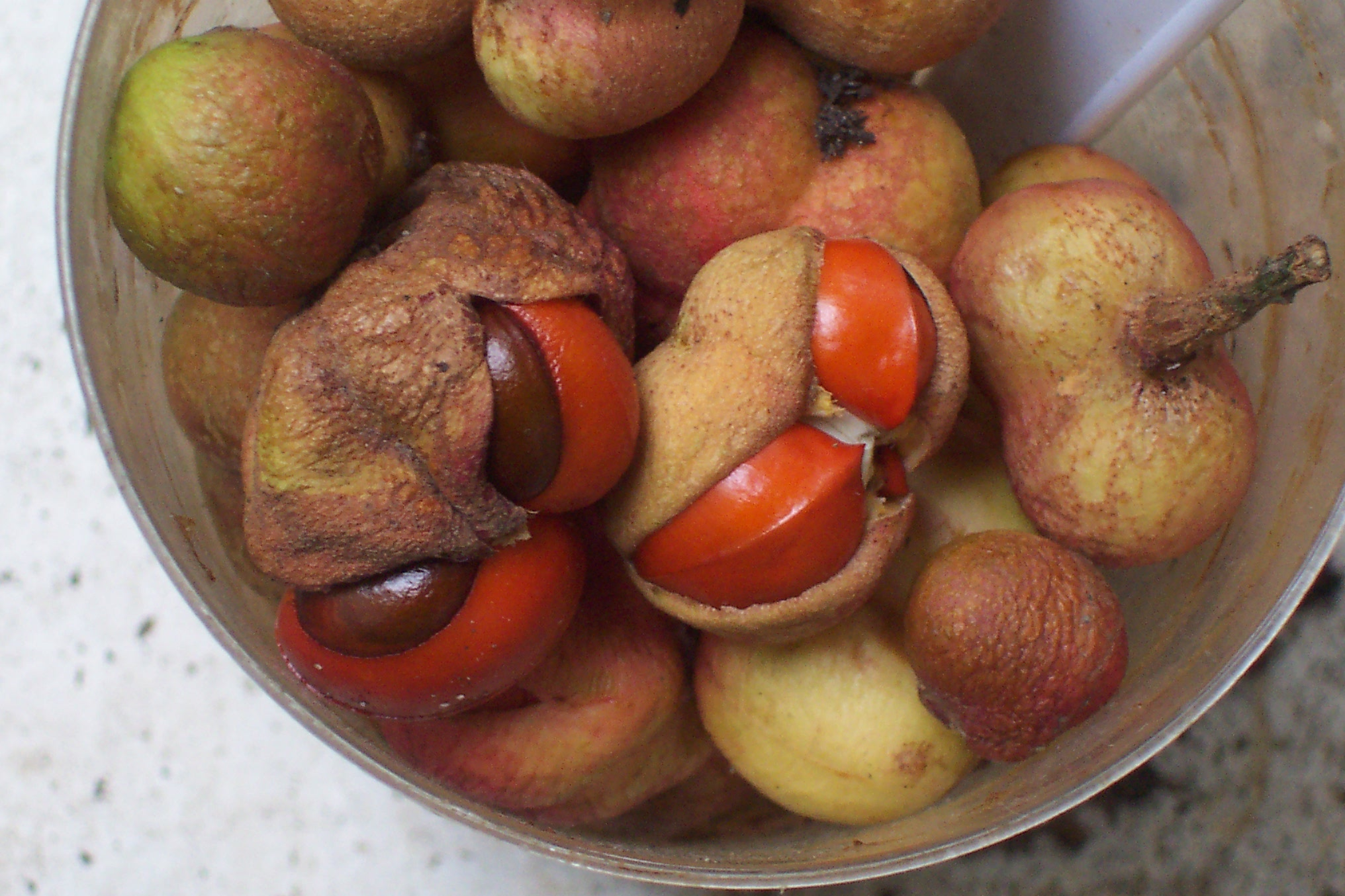
Fruit
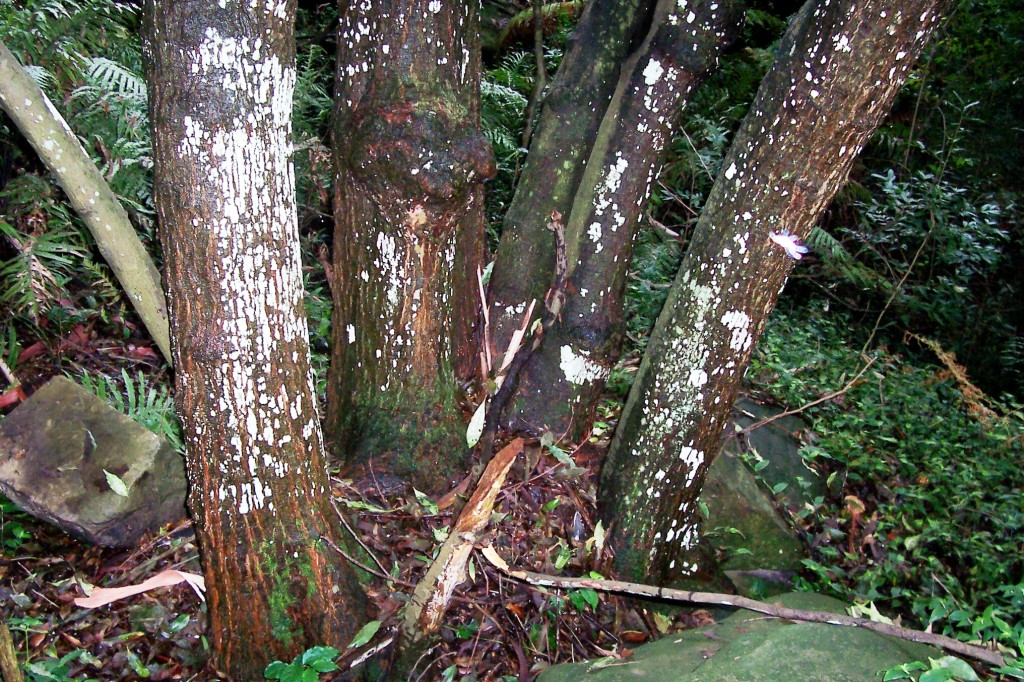
Bases
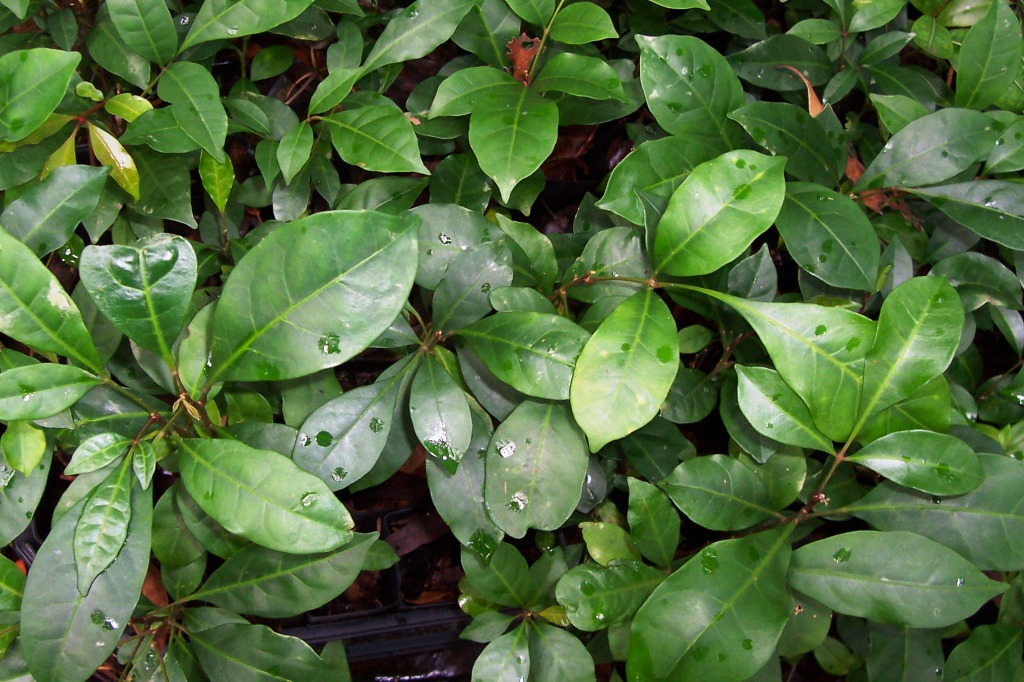
Jeunes feuilles